# FK Struga
Fudbałski Kłub Struga (mac.: Фудбалски Клуб Струга) – północnomacedoński klub piłkarski, mający siedzibę w mieście Struga w południowo-zachodniej części kraju. Obecnie występuje w północnomacedońskiej pierwszej lidze.

## Historia
Chronologia nazw:
- 2015: FK Struga (mac. ФК „Струга”)

Klub piłkarski FK Struga został założony w miejscowości Struga w 2015 roku. W sezonie 2015/16 występował w regionalnej lidze (opsztinska liga - gr. Struga) i po zwycięstwie w grupie uzyskał awans do trzeciej ligi. W następnym sezonie 2016/17 wygrał grupę południowo-zachodnią trzeciej ligi i zdobył promocję do drugiej ligi. Sezon 2017/18 zakończył na czwartej pozycji w grupie zachodniej drugiej ligi. W sezonie 2018/19 został mistrzem grupy zachodniej i awansował do pierwszej ligi.

## Barwy klubowe, strój
| Czarny | Biały | Czerwony |

Klub ma barwy czerwono-białe. Zawodnicy domowe spotkania zazwyczaj grają w czerwonych koszulkach, białych spodenkach oraz czerwonych getrach.

## Sukcesy

### Trofea krajowe
| \| \| Zdobyte trofea w rozgrywkach Macedonii Północnej (stan na: 30-05-2025) \| |                                                                        |      |                  |
| Rozgrywki                                                                       | Osiągnięcie                                                            | Razy | Sezon(y)         |
| Mistrzostwo                                                                     | I miejsce                                                              | 2    | 2022/23, 2023/24 |
| Mistrzostwo                                                                     | II miejsce                                                             | 0    |                  |
| Mistrzostwo                                                                     | III miejsce                                                            | 1    | 2020/21          |
| Puchar                                                                          | zdobywca                                                               | 0    |                  |
| Puchar                                                                          | finalista                                                              | 2    | 2022/23, 2024/25 |
| Puchar                                                                          | 1/8 finału                                                             | 1    | 2017/18          |
| II liga                                                                         | I miejsce                                                              | 1    | 2018/19 (zach.)  |
| II liga                                                                         | II miejsce                                                             | 0    |                  |
| II liga                                                                         | III miejsce                                                            | 0    |                  |
| Macedonia Północna                                                              | Zdobyte trofea w rozgrywkach Macedonii Północnej (stan na: 30-05-2025) |      |                  |

- Treta liga (D3):
  - mistrz (1x): 2016/17 (płd.-zach.)

## Poszczególne sezony

### Rozgrywki krajowe
| \| Macedonia Północna \| Bilans występów klubu w rozgrywkach piłkarskich Macedonii Północnej (Stan na 31 maja 2020 r.) \| \| |                                                                                               |        |       |    |    |    |    |    |     |           |        |        |      |
| Poziom | Rozgrywki                                                                                     | Sezony | Mecze | Z  | R  | P  | B+ | B– | Pkt | Lata      | Awanse | Spadki | Naj. |
| I | 1 liga                                                                                        | 1      | 23    | 6  | 7  | 10 | 19 | 28 | 25  | od 2019   | 0      | 0      | 10   |
| II | 2 liga                                                                                        | 2      | 54    | 28 | 15 | 11 | 86 | 47 | 99  | 2017–2019 | 1      | 0      | 1    |
| III | 3 liga                                                                                        | 1      |       |    |    |    |    |    |     | 2016/17   | 1      | 0      | 1    |
| IV | opsztinska liga                                                                               | 1      |       |    |    |    |    |    |     | 2015/16   | 1      | 0      | 1    |
| | Puchar                                                                                        |        |       |    |    |    |    |    |     |           |        |        | 1/8  |
| Macedonia Północna | Bilans występów klubu w rozgrywkach piłkarskich Macedonii Północnej (Stan na 31 maja 2020 r.) |        |       |    |    |    |    |    |     |           |        |        |      |

## Struktura klubu

### Stadion
Klub piłkarski rozgrywa swoje mecze domowe na stadionie Gradska Płaża w Struga, który może pomieścić 500 widzów.

### Inne sekcje
Klub prowadzi drużyny dla dzieci i młodzieży w każdym wieku.

## Kibice i rywalizacja z innymi klubami

### Derby
- Karaorman Struga
- Właznimi Struga

## Europejskie puchary
Legenda do wszystkich tabel:
- Q – runda eliminacyjna, 1/16, 1/8, 1/4, 1/2 – odpowiednia faza rozgrywek, Grupa – runda grupowa, 1r gr – pierwsza runda grupowa, 2r gr – druga runda grupowa, F – finał, R – runda, PO – play-off
- k. – rzuty karne, los. – losowanie, Dogr. – dogrywka, w. – zasada bramek strzelonych na wyjeździe

| Sezon   | Rozgrywki               | Runda | Klub                | Dom | Wyjazd | Ogólnie |
| ------- | ----------------------- | ----- | ------------------- | --- | ------ | ------- |
| 2021/22 | Liga Konferencji Europy | 1Q    | FK Liepāja          | 1–4 | 1–1    | 2–5     |
| 2023/24 | Liga Mistrzów           | 1Q    | FK Žalgiris Wilno   | 1–2 | 0–0    | 1–2     |
| 2023/24 | Liga Konferencji Europy | 2Q    | Budućnost Podgorica | 1–0 | 4–3    | 5–3     |
| 2023/24 | Liga Konferencji Europy | 3Q    | Swift Hesperange    | 3–1 | 1–2    | 4–3     |
| 2023/24 | Liga Konferencji Europy | PO    | Breiðablik UBK      | 0–1 | 0–1    | 0–2     |
| 2024/25 | Liga Mistrzów           | 1Q    | Slovan Bratysława   | 1–2 | 2–4    | 3–6     |
| 2024/25 | Liga Konferencji        | 2Q    | Piunik Erywań       | 2–1 | 1–3    | 3–4     |